# Broadcom
Broadcom (anteriormente Avago Technologies e Broadcom Limited) é uma empresa multinacional americana de semicondutores com sede em Palo Alto, Califórnia. As ofertas de produtos da empresa atendem aos mercados de data center, redes, software, banda larga, sem fio, armazenamento e industrial.
A Avago Technologies Limited assumiu a parte Broadcom do nome da Broadcom Corporation após adquiri-la em janeiro de 2016 por US$ 37 bilhões. O ticker AVGO, que representava a antiga Avago, agora representa a nova entidade resultante da fusão. No início, a entidade resultante da fusão era conhecida como Broadcom Limited, antes de assumir o nome atual em novembro de 2017.
Em outubro de 2019, a União Europeia emitiu uma ordem antitruste provisória contra a Broadcom referente a práticas comerciais anticompetitivas que supostamente violam a lei de concorrência da União Europeia.

Em maio de 2022, a Broadcom anunciou um acordo para adquirir a VMware em uma transação em dinheiro e ações avaliada em US$ 69 bilhões. A aquisição foi concluída em 22 de novembro de 2023.